# Giancarlo Aragona
 (février 2022).
Si vous disposez d'ouvrages ou d'articles de référence ou si vous connaissez des sites web de qualité traitant du thème abordé ici, merci de compléter l'article en donnant les références utiles à sa vérifiabilité et en les liant à la section « Notes et références ».
Giancarlo Aragona né à Messine le 14 novembre 1942 est un diplomate italien.

## Biographie
Il est secrétaire général de l'Organisation pour la sécurité et la coopération en Europe (OSCE) de 1996 à 1999.